# 겟리치오어다이트라잉
겟 리치 오어 다이 트라인(Get Rich Or Die Tryin')은 미국에서 제작된 짐 쉐리단 감독의 2005년 액션, 범죄, 드라마 영화이다. 50 센트 등이 주연으로 출연하였고 닥터 드레 등이 제작에 참여하였다.

## 출연

### 주연
- 50 센트

### 조연
- 아데웰 아킨누오예 아바제
- 조이 브라이언트
- 오마 벤슨 밀러
- 토리 키틀즈
- 테렌스 하워드
- 애슐리 월터스
- 마크 존 제퍼리스
- 비올라 데이비스
- 설리반 월커
- 세레나 리더
- 빌 듀크
- 엠포 코아호
- 러셀 혼스비

## 제작진
- 라인프로듀서: 다니엘 루피
- 미술: 마크 게러티
- 의상: 프랜신 제이미슨 탠척
- 배역: 에이비 코프먼